# DJ蛇王
威廉·薩米·艾蒂安·格里加西恩（法語：William Sami Étienne Grigahcine，1986年6月13日—），藝名DJ蛇王（DJ Snake）是一名法國DJ及音樂製作人。
DJ蛇王在2013年發表了《Bird Machine》及《有甚麼好拒絕的》，前者與法國藝人Alesia合作，並由知名DJ迪波洛所經營的Mad Decent收錄及發行，而後者與美國饒舌歌手利爾·喬恩共同發行。在2013年6月，Diplo邀請DJ蛇王至他在BBC Radio 1的廣播秀《Diplo & Friends》演出。
DJ蛇王後與Diplo合作，原預計在2014年發佈的單曲《Lean On》，延期至2015年和Diplo帶領的音樂團體超級雷射光以及丹麥歌手MØ共同推出。2018年3月，美國音樂雜誌Billboard將蛇王排在告示牌100位舞曲音樂家（英語：Billboard Dance 100）第九名。

## 早年生活
DJ蛇王出生於巴黎，在埃爾蒙成長，父母則為阿爾及利亞裔。受到法國電影《La Haine》以及嘻哈歌手KRS-One與Cypress Hill的影響，他常在街頭塗鴉，因為善於躲避警察，因此獲得了「蛇」的稱號。關於藝名的由來，本人曾提到：「當我開始當DJ時，大家都叫我Snake，就像是DJ蛇王，那就這樣好了。」「這名字爛透了，但太遲了。」 DJ蛇王在十四歲成為DJ，在十九歲成為製作人。他於其事業早期階段常在巴黎的夜店演出。2005年，DJ蛇王遇到了他現在的經紀人 Steve Goncalves，後者鼓勵他開始製作自己的音樂。

## 職業生涯
2011年，DJ蛇王製作了Lady Gaga的專輯《Born This Way》，這讓他獲得了2012年葛萊美獎年度最佳專輯的提名，其中的《Government Hooker》更被粉絲票選為最佳歌曲。DJ蛇王也重新混音了肯伊·威斯特的《New Slaves》、 AlunaGeorge的《You Know You Like It》、Duck Sauce的《It's You》以及Major Lazer的《Bubble Butt》。 
2013年，DJ蛇王與Paul "DJ White Shadow" Blair共同製作了《Applause》、《Sexxx Dreams》和《Do What U Want》三首歌，並收錄在Lady Gaga的專輯《ARTPOP》裡面。
2014年，DJ蛇王與Dillon Francis一起被Skrillex邀請至Mothership Tour 2014表演。 2015年，他與AlunaGeorge和MØ在2015 Coachella Music Festival中受邀演出，其中《Lean On》與DJ蛇王重新混音過的《You Know You Like It》排進了現場前十名最常被使用Shazam应用程序进行识别的歌曲。同年十月，DJ Snake與Tchami在一場車禍中受傷，使他們錯過了在多倫多的Monster Mash Festival演出。
2016年1月，DJ蛇王入選了由富比世所票選的30位30歲以下的音樂人物。

### 獨立單曲 (2013－2015)
2013年12月，DJ蛇王與Lil Jon的合作單曲《Turn Down For What》釋出，《Turn Down For What》在十二月的最後一個禮拜進入了前十大告示牌電子舞曲。2014年1月，該曲進入了前五名並在百強單曲榜中排行第三十八名，在三月則被認證為白金唱片，MV也在此月釋出。此曲在2014年4月進入百強單曲榜的前十名。《Turn Down For What》在MTV音樂錄影帶大獎上獲得了最佳導演，最佳藝術指導，最佳視覺效果以及最佳夜店舞曲獎提名，並獲得了最佳導演獎。
2014年2月，DJ蛇王與Dillon Francis的合作單曲《Get Low》在SoundCloud和Youtube上釋出，此單曲也是Dillon Francis的專輯《Money Sucks, Friends Rule》第一首釋出的單曲。《Get Low》和《Turn Down For What》皆收錄至電影玩命關頭7的原聲帶中，前者同時也是Dodge與Taco Bell的廣告曲目，幫助了該曲重新進入了告示牌電子舞曲排行榜並讓DJ蛇王重回了告示牌百大藝術家。
2014年12月，DJ蛇王重新混音了AlunaGeorge的《You Know You Like It》，此曲成為了告示牌舞曲排行榜及節奏單曲的第一名，並在告示牌百強單曲榜中最高到達了第十三名。 同個月內，《You Know You Like It》在美國Spotify裡最常被播放的單曲中名列第八名。 2015年11月，該曲獲得了雙重白金唱片的殊榮。
2015年3月，作為Major Lazer的專輯《Peace Is The Mission》首個釋出的曲目，DJ蛇王、Major Lazer和MØ所合作的單曲《Lean On》進入了節奏單曲、四十大熱門歌曲、拉丁流行音樂、熱門舞曲、熱門電子舞曲以及四十大成人熱門歌曲的排行榜，並在告示牌百強單曲榜上最高擁有第四名的成績。 同年六月，時代雜誌稱之為「2015年目前最佳歌曲之一」，九月時《Lean On》則在Spotify上成為夏天最熱門的音樂，到了十一月，此曲在Spotify上累積了超過五億的點播率，成為了Spotify成立有史以來最多次被點播的音樂。 2016年1月，《Lean On》在Youtube上的點閱率達到了十億，而目前則達到了二十四億。

### 首張專輯：《Encore》(2015－ )
2015年10月16日，DJ蛇王與英國歌手Bipolar Sunshine合作的單曲《Middle》釋出。
2016年6月2日，《Talk》釋出，這首歌包含了George Maple在2014年12月所釋出的單曲《Talk Talk》的人聲。在這之前，DJ蛇王在推特暗示此首單曲的推出。
2016年7月， DJ蛇王宣布他的首張專輯《Encore》將會在2016年8月5號發行，《Middle》與《Talk》也會收錄於專輯裡面。 《Encore》發行當天， DJ Snake釋出了專輯裡收錄的《Let Me Love You》，此單曲與Justin Bieber合作。
2017年1月2日，《The Half》成為《Encore》裡第四首釋出的單曲，此單曲和Jeremih、Young Thug與Swizz Beatz合作。同年夏天，為了幫助巴黎獲得2024年夏季奧運的主辦權，DJ蛇王在凱旋門上演出。
2017年9月，和Lauv合作的《A Different Way》釋出。
2018年2月，《Magenta Riddim》釋出。
2018年8月，DJ蛇王宣布即將在該年推出新單曲，九月時更進一步確定是與Selena Gomez、Cardi B和Ozuna合作的《Taki Taki》，此曲在同月28日釋出。

### 私人企業

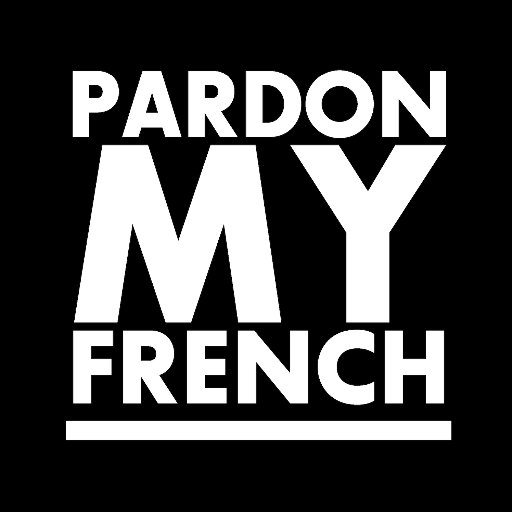
Pardon My French
Pardon My French是由四名法國DJ－Tchami、Malaa、Mercer和DJ蛇王組成的團體。2016至2017年，DJ蛇王與其他成員一同巡迴演出。
Premiere Classe Records
Premiere Classe Records是DJ蛇王創立的唱片公司。
目前發行的作品已有：
- 4B x Teez - 《Whistle》
- Aazar & Bellecour - 《Da Vinci》
- Chace - 《Never》
- Masayoshi Iimori - 《Flow》
- SAYMYNAME - 《Burn》
- Gammer - 《Out With The Old》
- Mercer - 《Boss》

## 專輯
- Encore (2016)

## 獎項

### 葛萊美獎
| 年份 | 獲提名                              | 獎項         | 結果 | Ref    |
| ---- | ----------------------------------- | ------------ | ---- | ------ |
| 2012 | 《Born This Way》 （作曲）          | 年度最佳專輯 | 提名 | [ 18 ] |
| 2015 | 〈Turn Down for What〉（與Lil Jon） | 最佳音樂影片 | 提名 | [ 19 ] |

### 告示牌音樂獎
| 年份 | 獲提名                                    | 獎項              | 結果 | Ref    |
| 2015 | 〈Turn Down for What〉（與Lil Jon）       | 最佳電子舞曲獎    | 獲獎 | [ 20 ] |
| 2016 | 〈You Know You Like It〉（與AlunaGeorge） | 最佳電子舞曲獎    | 提名 | [ 21 ] |
| 2016 | 〈Lean On〉（與Major Lazer & MØ）         | 最佳電子舞曲獎    | 獲獎 | [ 21 ] |
| 2016 | 本人                                      | 最佳舞曲/電子藝人 | 提名 | [ 21 ] |
| 2017 | 本人                                      | 最佳舞曲/電子藝人 | 提名 | [ 22 ] |
| 2017 | 〈Let Me Love You〉（與Justin Bieber）    | 最佳舞曲/電子單曲 | 提名 | [ 22 ] |

### iHeartRadio音樂獎
| 年份 | 獲提名                            | 獎項           | 結果 | Ref    |
| ---- | --------------------------------- | -------------- | ---- | ------ |
| 2017 | 本人                              | 最佳舞曲藝術家 | 提名 | [ 23 ] |
| 2017 | Let Me Love You (& Justin Bieber) | 年度最佳舞曲   | 提名 | [ 23 ] |

### 兒童票選獎
| 年份 | 獲提名 | 獎項                      | 結果 | Ref    |
| ---- | ------ | ------------------------- | ---- | ------ |
| 2017 | 本人   | 最受歡迎的DJ/電子音樂作家 | 提名 | [ 24 ] |

### MTV音樂錄影帶獎
| 年份 | 獲提名                         | 獎項      | 結果 | Ref    |
| 2014 | Turn Down for What (& Lil Jon) | MTV夜店獎 | 提名 | [ 25 ] |

### NRJ音樂獎
| 年份 | 獲提名 | 獎項       | 結果 | Ref    |
| ---- | ------ | ---------- | ---- | ------ |
| 2018 | 本人   | 最佳法國DJ | 獲獎 | [ 26 ] |

### 青少年票選獎
| 年份 | 獲提名                        | 獎項             | 結果 | Ref    |
| ---- | ----------------------------- | ---------------- | ---- | ------ |
| 2014 | Turn Down for What(& Lil Jon) | 節奏藍調與嘻哈樂 | 提名 | [ 27 ] |

### 電子音樂大獎
| 年份 | 獲提名          | 獎項         | 結果 | Ref    |
| ---- | --------------- | ------------ | ---- | ------ |
| 2017 | Let Me Love You | 年度最佳單曲 | 提名 | [ 28 ] |

### DJ雜誌 百大DJ排行榜
- 2014年排行榜：第65名
- 2015年排行榜：第32名
- 2016年排行榜：第22名
- 2017年排行榜：第23名
- 2018年排行榜：第24名
- 2019年排行榜：第16名